# Hoh
Hoh je pleme američkih Indijanaca jezične porodice Chimakuan nastanjeno u 19. stoljeću i kasnije duž rijeke Hoh na zapadnoj obali Washingtona. Značenje imena plemena nije poznato a po njima dobila ga je i rijeka uz koju su naseljeni. Mooney (1928.) procjenjuje da je njih i Quileuta moglo biti oko 500. Godine 1905. izbrojano je svega 62 Hoha na istoimenom rezervatu.
Kultura plemena Hoh pripadala je područjuu Sjeverozapadne obale. Preokupacija im je bilo ribarenje i orijentiranost prema oceanu. Imali su poput drugih plemena Sjeverozapadne obale razvijeno drvorezbarstvo i izradu velikih drvenih kanua sposobnih za plovidbu po moru, izradu tradicionalnih dekorativnih košara i slično. Kod Hoha se još do danas očuvao običaj čuvanja dimljene ribe za kasniju upotrebu u posebno izgrađenim pušnicama.
Hoh Indijanci danas žive u istom kraju, na malenom istoimenom rezervatu koji je za njih utemeljen 11. 9. 1893. godine kao Hoh River.(Washington Reswervations). Pleme broji preko 200 pripadnika

## Vanjske poveznice
- Hoh Tribe
- Hoh River Indian Tribe  Arhivirana inačica izvorne stranice od 28. kolovoza 2005. (Wayback Machine)
- The Hoh River Native American Tribe
- Quileute, Hoh, Makah, and Klallam material  Arhivirana inačica izvorne stranice od 5. svibnja 2006. (Wayback Machine)
- Foto galerija